# Gail Goodrich
Gail Goodrich (Los Angeles, 23 de abril de 1943) é um ex-jogador de basquete norte-americano que foi campeão da Temporada da NBA de 1971-72 jogando pelo Los Angeles Lakers.

## Carreira na NBA
Apesar de muitos acreditarem que Goodrich era muito baixo e frágil para jogar basquete, Goodrich, Através de perseverância e disciplina, provou que poderia jogar basquete. Goodrich foi apelidado de "Stumpy" (atarracado), um apelido dado pelo seu companheiro de equipe Elgin Baylor, por causa da altura de Goodrich. Em 1968, os Lakers perderam Goodrich para o Phoenix Suns no draft de expansão, e rapidamente se tornou uma estrela do time e o favorito entre os fãs dos Suns. Como titular pela primeira vez em sua carreira na NBA em 1968-69, Goodrich fez 23.8 points por jogo e foi sexto na liga em pontuação e liderou o time em pontuação. Ele surpreendeu os críticos que consideravam ele como um arremessador ficando em sétimo em assistências com 6.4 por jogo e foi selecionado para jogar o jogo das estrelas da NBA em 1969. Em 1969-70, Goodrich fez 20.0 pontos por jogo e 7.5 assistências. Já nos Lakers, Goodrich guiou o time de 1971-72 para uma campanha de 69-13 recorde (até a época) e o título da NBA. A temporada de 1973-74 foi a melhor de sua carreira, pois ele fez mais de 2,000 pontos e teve média de 25.3 pontos por jogo liderando a liga em lances livres convertidos e lances livres tentados.
Goodrich se aposentou em 1979 tendo feito 19,181 pontos em sua carreira.